# سماحية

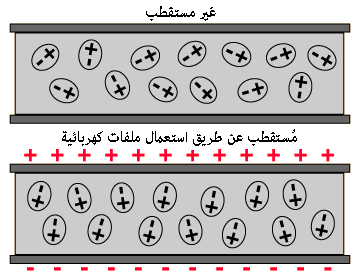
يتأثر العازل الكهربائي بمجال كهربائي خارجي وتتوجه الشحنات فيه تبعا لاتجاه المجال وشدته. في الشكل العلوي جسم في عدم وجود مجال كهربائي خارجي: تتوزع الشحنات (الأقطاب) عشوائيا فيه ، أما عند تقريب مجال كهربائي منه (الشكل السفلي) فتترتب أقطابه الكهربية وتصبح في حالة استقطاب polarized. أي تنفصل الشحنات الموجبة إلى أعلى والشحنات السالبة إلى الوجه المعاكس للجسم (كذلك يتصف الفراغ بهذه الخاصية حيث أنه عازل كهربي).

في الفيزياء، السماحية الكهربائية أو ثابتة العزل (بالإنجليزية: Permittivity)‏ هي كمية فيزيائية تصف تأثر مادّة عازلة كهربائية (dielectric material) عند تعرضها لحقل كهربائي ، فالعوازل ذات السماحية الكبيرة تميل إلى تقليص وجود حقل كهربائي. ولذلك يمكن زيادة تخزين كمية من الطاقة في مكثف عن طريق وضع عازل كهربي ذا سماحية عالية بين لوحيه . فتزداد الطاقة المخزونة بازدياد سماحية العازل .

## نبذة من الأسس

### تعريف السماحية
وحدة قياس السماحية ε هي فاراد لكل متر ، أي فاراد/متر . والقابلية الكهربائية (susceptibility) لمادة يرمز لها بالرمز χ وهي خاصية مطلقة ليس لها وحدات . وتتعلق تلك الخاصيتان لمادة ببعضها البعض طبقا للعلاقة :
{\displaystyle \varepsilon =\varepsilon _{\mathrm {r} }\varepsilon _{0}=(1+\chi )\varepsilon _{0}}
حيث :
εr السماحية النسبية لمادة ،
و
ε0 = 8.854187817.. × 10−12 F/m
تعتبر سماحية الفراغ (permittivity of the vacuum).

### سماحية الفراغ
السماحية في الفراغ (the permittivity in vacuum) أو القدرة في الفراغ على الاستقطاب هي ثابت طبيعي ويمكن تعيينها من خلال العلاقة التي تنبأ بها ماكسويل :
{\displaystyle =\varepsilon _{0}={\frac {1}{{c}^{2}\mu _{0}}}} ×8.854 10−12 فاراد/متر
حيث:
c هي سرعة الضوء في الفراغ,
{\displaystyle \mu _{0}} هي نفاذية الفراغ.
وأثبت تلك العلاقة عمليا فلهيلم إدوارد فيبر ورودولف كوهلراوش عام 1857 .
{\displaystyle c_{0}^{2}={\frac {1}{\varepsilon _{0}\mu _{0}}}}
طبقا للنظام الدولي للوحات SI–System تنتسب الكميات الكهرونغناطيسية إلى الكميات في نظام وحدات سنتيمتر غرام ثانية ويشتركان في تعريف الأمبير (وحدة شدة التيار) . وبناء على ذلك تحسب سماحية الفراغ من ثابت نفاذية الفراغ {\displaystyle \mu _{0}=4\pi \cdot 10^{-7}~{\frac {\mathrm {Vs} }{\mathrm {Am} }}} و{\displaystyle c_{0}=2{,}997\,924\,58\cdot 10^{8}\,~{\frac {\mathrm {m} }{\mathrm {s} }}} :
| {\displaystyle \varepsilon _{0}={\frac {1}{\mu _{0}c_{0}^{2}}}=8{,}854\,187\,817\,62\ldots \cdot 10^{-12}~{\frac {\mathrm {As} }{\mathrm {Vm} }}} |
ويمكن تعيين السماحية بالوحدات المكافئة التالية:
{\displaystyle \mathrm {F\,m^{-1}} =\mathrm {A^{2}\,s^{4}\,kg^{-1}\,m^{-3}} =\mathrm {As\,V^{-1}\,m^{-1}} =\mathrm {C\,V^{-1}m^{-1}} }.
حيث:
F فاراد
s ثانية
A أمبير
C كولوم
V فولت
ونظرا لأن الهواء ضعيف الاستقطاب فيمكن اعتبار سماحية الهواء بالتقريب مساوية
{\displaystyle \epsilon _{0}} .

## المكثف الكهربي
عند تسليط جهد كهربائي ثابت U على لوحي المكثف الكهربي ومجال كهربائي {\displaystyle E={\frac {U}{d}}} (حيث dالمسافة بين اللوحين) تنشأ كثافة دفق كهربائي
{\displaystyle {\vec {D}}} بالسماحية الكهربية {\displaystyle \varepsilon } :
{\displaystyle {\vec {D}}=\varepsilon _{r}\varepsilon _{0}{\vec {E}}.}
تستخدم السماحية في حركية كهربائية وفي الكهرباء الساكنة لوصف الظواهر الكهربائية مثل الإزاحة الكهربائية وشدة المجال الكهربائي :
{\displaystyle {\vec {D}}=\varepsilon {\vec {E}}}
وحيث أن السماحية الكهربائية لمادة هي خاصية ذاتية فتختلف تلك القيم باختلاف نوع المادة بين اللوحين، فقد تكون هواء، أو زيتا، أو سيراميك، وهي مواد عازلة للكهرباء وتسمى dielectric material ، أي مواد ذات كهربية معاكسة (قارن الشكل في أول المقال).

## العلاقة بين السماحية والقابلية الكهربائية
ترتبط القابلية الكهربائية (susceptibility)
{\displaystyle \chi } بالسماحية النسبية لمادة معيّنة (relative permittivity of a certain material) بالعلاقة :
{\displaystyle \varepsilon _{r}={\frac {\varepsilon }{\varepsilon _{0}}}=1+\chi .}
والقابلية الكهربائية هي مقياس لكثافة الشحنات «المربوطة» في المادة العازلة إلى كثافة الشحنات الحرة .
{\displaystyle \varepsilon =\varepsilon _{r}\varepsilon _{0}=(1+\chi _{e})\varepsilon _{0}}
سماحية الفراغ ذات قيمة صغيرة نسبيا وتساوي 8و854 بيكو فاراد لكل متر وتُعطى سماحية المادة غالبا بدلالة سماحية الفراغ، فسماحية الماء مثلا أكبر من سماحية الفراغ ثمانين مرة.
حيث X هي القابلية الكهربية وEr هي السماحية النسبية، والتي هي للماء تساوي 80.